# Tropaeolum steyermarkianum
Tropaeolum steyermarkianum är en krasseväxtart som beskrevs av B. Sparre. Tropaeolum steyermarkianum ingår i släktet krassar, och familjen krasseväxter. Inga underarter finns listade i Catalogue of Life.